# Adam Sołtys
Adam Sołtys (* 4. Juli 1890 in Lemberg; † 6. Juli 1968 ebenda) war ein polnischer Komponist, Dirigent und Musikpädagoge.
Der Sohn des Komponisten Mieczysław Sołtys hatte ab dem sechsten Jahr Unterricht in Violine und Musiktheorie bei seinem Vater und Klavierunterricht bei seiner Mutter. Von 1904 bis 1911 besuchte er das Konservatorium der galizischen Musikgesellschaft. Danach studierte er an der Königlichen Hochschule für Musik in Berlin-Charlottenburg Komposition bei Robert Kahn und Karl Leopold Wolf und Dirigieren bei Rudolf Krasselt und besuchte an der Königlichen Akademie der Künste die Kompositionsklasse von Georg Schumann. Bis 1921 studierte er an der Berliner Universität bei Johannes Wolf, Carl Stumpf und Hermann Kretzschmar.
Nach seiner Rückkehr unterrichtete er als Professor für Harmonielehre und Kontrapunkt, später auch für Orchestration und Dirigieren, am Konservatorium von Lwiw, dessen Direktor er von 1930 bis 1939 war. 1927 war er Juror des ersten Internationalen Chopin-Wettbewerbs in Warschau.
Ab 1933 war er Leiter der Lemberger Philharmonie. Zum Repertoire des Orchesters gehörten große Werke wie die Lukas- und Johannespassion und das Weihnachtsoratorium von Bach, Beethovens 9. Sinfonie, Verdis Requiem und Brahms’ Deutsches Requiem, Bruckners Te Deum, Mahlers Lied von der Erde und Strawinskis Psalmensinfonie. Vor allem aber widmete sich das Orchester der Verbreitung des Werks zeitgenössischer polnischer Komponisten wie Grzegorz Fitelberg, Mieczysław Karłowicz, Witold Maliszewski, Zygmunt Noskowski, Ludomir Różycki und Karol Szymanowski.
Nach dem Zweiten Weltkrieg unterrichtete Sołtys wieder am Konservatorium von Lemberg. Zu seinen Schülern zählten u. a. Józef Michał Chomiński, Roman Palester, Jerzy Kołaczkowski, Witold Krzemieński, Stanisław Skrowaczewski, Tadeusz Machl, Andrzej Nikodemowicz, Zofia Iszkowska und Zofia Lissa. Daneben dirigierte er an der Staatsoper, dem Balletttheater und der Staatsphilharmonie seiner Heimatstadt und als Gast des Kiewer Philharmonieorchesters.

## Werke
- Rondo für Klavier, 1912
- Intermezzo für Klavier, 1912
- Przedwiosnie, Lied für Stimme und Klavier, 1913
- Das gelbe Blatt, Lied für Stimme und Klavier, 1915
- Das Bächlein, Lied für Stimme und Klavier, 1915
- Süsse Täuschung, Lied für Stimme und Klavier, 1916
- Temat i wariacje für Klavier, 1916
- Sonata für Violine und Klavier, 1916, 1925
- Elegia für Orchester, 1917
- Przyjscie, Lied für Stimme und Klavier, 1917
- Na dworze noc, Lied für Stimme und Klavier, 1917
- Ziemia obiecana, Lied für Stimme und Klavier, 1917
- Maki, Lied für Stimme und Klavier, 1917
- Symfonia nr 1 d-moll für Orgel und Orchester, 1922–25
- Noc majowa, Lied für Stimme und Klavier, 1923
- Poranny ptaszek spiewa, Lied für Stimme und Klavier, 1925
- Suita baletowa für Orchester, 1932
- Suita góralska für Orchester, 1938
- Kolysanka, Lied für Stimme und Klavier, 1940
- Symfonia nr 2 Cis-dur, 1945
- Slowianie, sinfonische Dichtung für Orchester, 1947
- Suita na tematy slowianskie für Orchester, 1949
- Uroczysta uwertura für Orchester, 1950
- O pokój, sinfonische Dichtung für Orchester, 1953
- Suita für Violine und Klavier, 1953
- Intrada für drei Posaunen und Tuba, 1954
- Fantazja na temat Warszawianki für Orchester, 1957
- Dudziarz, sinfonische Ballade für Orchester, 1957–58
- Kujawiak für Violine und Klavier, 1962
- Koncert für Orchester, 1964